# Dimethylcalcium
Dimethylcalcium ist eine chemische Verbindung aus der Gruppe der calciumorganischen Verbindungen mit der empirischen Formel Ca(CH3)2.

## Gewinnung und Darstellung
Dimethylcalcium kann durch Salzmetathese aus Methyllithium und Calciumbis(trimethylsilylamid) in Diethylether gewonnen werden.
{\displaystyle \mathrm {Ca[N\{Si(CH_{3})_{3}\}_{2}]_{2}+2\ LiCH_{3}\longrightarrow Ca(CH_{3})_{2}+2\ Li[N\{Si(CH_{3})_{3}\}_{2}]} }
Frühe Berichte, wonach die Synthese auch direkt ausgehend von Methyliodid (CH3I) und metallischem Calcium in wasserfreiem Pyridin möglich sein soll, konnten nicht reproduziert werden.

## Eigenschaften
Dimethylcalcium ist ein weißer, amorpher und extrem pyrophorer Feststoff, der sich bei Kontakt mit Luft und Wasser spontan und teilweise explosionsartig zersetzt. Während die Verbindung unlöslich in Kohlenwasserstoffen und Diethylether ist, kann in starken Donorlösungsmitteln wie Tetrahydrofuran oder Tetrahydropyran eine gewisse Löslichkeit erreicht werden. Durch die sehr polare Natur der Ca-C-Bindung und die damit einhergehende hohe Reaktivität in Bezug auf Etherspaltung sind diese Lösungen jedoch nur kurzzeitig und bei niedrigen Temperaturen stabil.